# MOS Technology 6509
MOS Technology 6509 – procesor firmy MOS Technology, rozszerzona wersja modelu 6502.
Udoskonalenie polegało na możliwości adresowania przez procesor do 1 MB pamięci poprzez przełączanie banków. W odróżnieniu od innych układów swej rodziny, 6509 dokonywał tego za pomocą zintegrowanej logiki. Układ miał opnię trudnego w programowaniu i realizacji operacji stronicowania. Nigdy nie zdobył większej popularności. Wykorzystywany był w serii komputerów Commodore CBM-II.